# Kapoor & Sons
Kapoor & Sons (en español: Kapoor e hijos) es una película india dirigida por Shakun Batra y producida por Karan Johar, Hiroo Yash Johar, y Apoorva Mehta para Dharma Productions y Fox Star Studios. Está protagonizada por Rishi Kapoor, Ratna Pathak Shah, Rajat Kapoor, Sidharth Malhotra, Fawad Khan y Alia Bhatt. La película narra la historia de dos hermanos que deben regresar al hogar de su disfuncional familia al enterarse del paro cardíaco que sufrió su abuelo.
La película se estrenó en todo el mundo el 18 de marzo de 2016 y recibió la aclamación de la crítica principalmente por su dirección y actuaciones, especialmente de Rishi Kapoor, Ratna Pathak Shah y Fawad Khan. Con un presupuesto de 35 millones de rupias (unos cinco millones de dólares), la película ganó más de 150 millones de rupias (23 millones de dólares) en todo el mundo. En la 62.ª edición de los premios Filmfare, Kapoor & Sons ganó cinco premios, incluido el de mejor actor de reparto por Rishi Kapoor, mejor historia y mejor guion. También fue nominada a mejor película.

## Sinopsis
Los hermanos Arjun (Sidharth Malhotra) y Rahul Kapoor (Fawad Khan) se ven obligados a regresar a su hogar de infancia en Coonoor cuando su abuelo de 90 años Amarjeet (Rishi Kapoor) sufre un ataque al corazón. Rahul es un escritor exitoso que parece ser el más maduro de la familia. Mientras tanto, Arjun se esfuerza por publicar sus libros, recurriendo a trabajar a tiempo parcial como camarero para llegar a fin de mes, mientras escribe en su tiempo libre. Sus padres, Harsh (Rajat Kapoor) y Sunita Kapoor (Ratna Pathak Shah) prefieren a Rahul por ser exitoso, lo que molesta enormemente a Arjun. Mientras los hermanos luchan por llevarse bien, sus padres también lidian con un matrimonio problemático. Amarjeet revela que su último deseo es tomar una foto familiar titulada "Kapoor e hijos, desde 1921".
En una fiesta, Arjun se encuentra con Tia Malik (Alia Bhatt), y los dos se llevan bien. Rahul y Tia también se encuentran, y los dos salen a cenar. Sin embargo, Rahul se sorprende cuando espontáneamente Tia lo besa. Tia le revela a Arjun que perdió a sus padres a la edad de trece años y que vive sola. Arjun revela que la idea de la exitosa novela de Rahul era similar a la suya, pero que nunca se enfrentó a su hermano para no separar a la familia. Tia le confiesa a una de sus amigas que ama a Arjun, pero que lamenta haberse involucrado innecesariamente con Rahul.
La familia Kapoor organiza una fiesta para celebrar el cumpleaños de Amarjeet. Arjun descubre que Tia y Rahul se conocen y teme que Rahul y Tia tengan algo entre ellos, pero Rahul aclara que ya está comprometido en una relación en Londres. Los problemas surgen cuando la familia descubre que Harsh invitó a Anu, la mujer con quien tuvo una aventura. Se produce una discusión familiar, dando por terminada la fiesta. Harsh y Sunita recordarán más tarde lo felices que eran. Harsh se disculpa por perder todo su dinero.
La familia Kapoor intenta cumplir el deseo de Amarjeet de tomar una foto familiar pero no tiene éxito cuando se revelan todos los secretos. Sunita descubre que la relación que Rahul tiene en Londres es con otro hombre. Tia le cuenta a Arjun lo que pasó entre ella y Rahul, calificándolo de error. Arjun descubre que Rahul ha estado leyendo su guion y lo confronta por el robo de su primera historia. Sunita luego le revela a Arjun que ella fue quien le dio a Rahul su historia, pensando que Arjun no tenía ningún interés en escribir. En medio de todo esto, Harsh muere en un accidente automovilístico. Rahul se confiesa como gay ante Arjun y los dos se van a Londres y Nueva Jersey, respectivamente.
Después de cuatro meses, el dúo recibe un mensaje de vídeo de Amarjeet, en el que les pide que regresen, ya que se siente solo. Sunita acepta la homosexualidad de Rahul, el malentendido entre Arjun y Tia se aclara y vuelven a estar juntos. La familia finalmente toma la foto familiar que tanto quería Amarjeet.

## Reparto
- Rishi Kapoor como Amarjeet Kapoor.
- Ratna Pathak Shah como Sunita Kapoor.
- Rajat Kapoor como Harsh Kapoor.
- Sidharth Malhotra como Arjun Kapoor.
- Fawad Khan como Rahul Kapoor.
- Alia Bhatt como Tia Malik.
- Anahita Uberoi como Neetu Chachi.
- Vikram Kapadia como Shashi Chacha.
- Anuradha Chandan como Anu Aunty.
- Shanaia Kapoor cuando Alia.
- Pradeep Pradhan como Kishore (el cocinero de Tia).
- Fahim Shaikh como Boobly.
- Aalekh Kapoor como Sahil.
- Sukant Goyal como Wasim.
- Aakriti Dobhal como Bunkoo.
- Muskan Khanna Sharan como Preet.
- Arbaaz Kadwani como Sharic.
- Arya Sharma como Zoey.
- Rupa Kamath como Timmy Maasi.
- Edward Sonnenblick como Dan.

## Producción
A comienzos de 2015, Karan Johar anunció su siguiente película, titulada Kapoor & Sons, que contaría con las actuaciones de Fawad Khan, Sidharth Malhotra y Alia Bhatt en los papeles principales. Johar afirmó en una entrevista: «Tenemos un reparto de estrellas». La película gira en torno a dos hermanos interpretados por Fawad Khan y Sidharth Malhotra. Rishi Kapoor interpreta al abuelo de los protagonistas masculinos. Karan Johar afirmó en una entrevista: «Kapoor & Sons fue una película difícil para el elenco. Hubo un momento en el que casi abandonamos el barco. Lo mantuvimos en un segundo plano durante más de un año. Nadie estaba dispuesto a hacer el papel de Rahul Kapoor. Acudimos a seis actores y después de seis rechazos, le dije a Shakun Batra [el director] que deberíamos abandonar la idea». Sin embargo, el actor Fawad Khan aceptó el papel y la película pudo rodarse, convirtiéndose en un gran éxito de taquilla.

## Premios
| Premio      | Fecha de ceremonia      | Categoría              | Galardonado  |
| ----------- | ----------------------- | ---------------------- | ------------ |
| Star Screen | 4 de diciembre de 2016  | Mejor actor de reparto | Rishi Kapoor |
| Stardust    | 19 de diciembre de 2016 | Mejor actor de reparto | Rishi Kapoor |
| Filmfare    | 14 de enero de 2017     | Mejor actor de reparto | Rishi Kapoor |